# Ypres

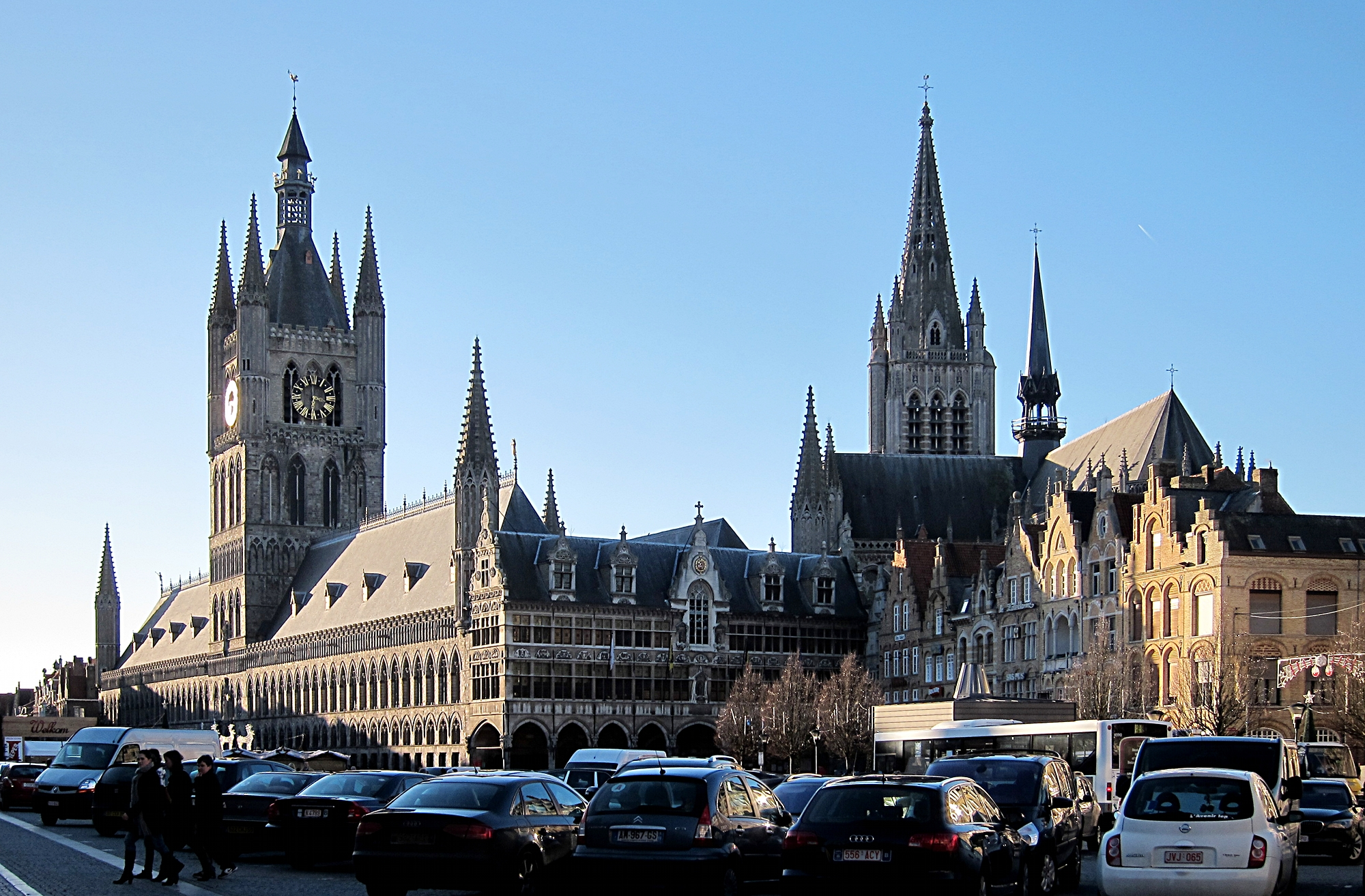
A catedral de Lakenhal.

Ypres (na sua forma portuguesa: Ipres) ou Ieper (nome oficial em  neerlandês) é um município belga da província de Flandres Ocidental. O município é constituído pela cidade de Ypres e as vilas de Boezinge, Brielen, Dikkebus, Elverdinge, Hollebeke, Sint-Jan, Vlamertinge, Voormezele, Zillebeke, e Zuidschote. Em 1 de Janeiro de 2006, o município tinha 34 897 habitantes, uma área de 130,61 km² e uma densidade populacional de 167 habitantes por km². A cidade é capital do distrito homónimo.
Na cidade pode-se visitar a Igreja de São Martinho, erigida no século XIII e ainda o mercado de Les Halles. É uma cidade muito antiga, tendo alcançado os 200 000 habitantes na Idade Média graças às suas indústrias têxteis. 
Em 1917, os Alemães lançaram aqui um gás vesicante que, devido ao nome da cidade, ficou conhecido por iperite. Acabou sendo, durante toda a Primeira Guerra Mundial, palco de várias batalhas.